# Cataglyphis altisquamis
Cataglyphis altisquamis är en myrart som först beskrevs av Andre 1881.  Cataglyphis altisquamis ingår i släktet Cataglyphis och familjen myror. Inga underarter finns listade.